# 求恩巡礼
求恩巡礼（英語：Pilgrimage of Grace）是1536年10月英格兰约克郡爆发的一场反抗亨利八世的民众反抗运动，后波及英格兰北部地区，如坎伯兰、诺森伯兰郡和兰开夏北部。事件起因与英格兰宗教改革期间，亨利八世与天主教会决裂并解散修道院有关。运动的领导人是罗伯特·阿斯克。